# Златни тукан
Златни тукан (лат. Selenidera reinwardtii) јужноамеричка је врста птице из породице Ramphastidae. Златни тукан тукан је првобитно описан као припадник рода Pteroglossus.

## Таксономија и систематизација
Златни тукан је још познат под именом Рајнвардов тукан и у овој врсти препзнате су две потврсте:
- Црвенокљуни тукан (S. r. reinwardtii) - (Wagler, 1827): пронађен у јужној Колумбији, источном Еквадору и североисточном Перуу.
- Лангсдорфов тукан (S. r. langsdorffii) - (Wagler, 1827): још познат као Зеленокљуни тукан. Оригинално је описан као врста унутар рода Pteroglossus  и поједини научници га сматрају посебном врстом рода Selenidera. Пронађен је у источном Перуу, западном Бразилу и на северу Боливије.

Дужина јединке ове врсте је између 30,5 и 35 цм и тежине од 129 до 200 грама.